# Kofukuđi
Kofukuđi (јап. 興福寺, Kōfuku-ji) je budistički hram koji se nalazi u gradu Nara, u Japanu. Sagrađen je 669. godine nove ere u Kjotu, ali je premešten u Naru 710. godine. U Nara periodu (710–784) je bio jedan od “Četiri velikih hramova”, a u Heian periodu (794. - 1180) je bio jedan od “Sedam velikih hramova”. Zajedno sa hramovima Todaiđi, Jakušiđi, Gangođi i Tošodaiđi, Kofukuđi je 1998. godine proglašen svetskom baštinom Uneska.

## Istorija
Kofukuđi (originalno Jamašina-dera) je osnovan 669. godine u mestu Jamašina u Kjotu. Hram Jamašina-dera je, zbog preseljenja prestonice 672. godine, premešten u Umajasaku u Nari i biva preimenovan u Umajasaka-dera. Hram se opet premešta 710. godine na svoju današnju lokaciju u Heiđo prestonici, tj. današnjoj Nari, i dobija ime Kofukuđi (“Hram koji stvara blagoslove”). Kofukuđi spada u Hoso školu budizma, koja je preneta u Japan iz Kine 650. godine.
Kofukuđi se brzo povećao, imajući preko 150 zgrada u svom kompleksu, i postao je jedan od najbitnijih hramova u Nari. Imao je podršku od strane mnogih careva i carica, a bio je i ujidera, to jest glavni porodični hram moćne Fuđivara porodice. Pomoću Fuđivarine podrške, ovaj hram je ojačao po uticaju i postao izuzetno politički bitan. Takođe postaje jedan od “Četiri velikih hramova”, to jest “Sedam velikih hramova”, grupa najuticajnijih i najbitnijih hramova u Nara i Heian periodima.
U ovom periodu su uticajni hramovi imali privatne ratnike (sohei), koji su obično bili monasi u nižim redovima ili najamljeni vojnici. Kofukuđi je koristio svoje privatne ratnike kako bi ojačao svoj politički status ili štitio svoje zemljište. 1006. godine je ovaj hram imao 3,000 ratnika, a 1081. godine je napao hramove drugih budističkih škola koje su mu stajale na putu.
Kako su Fuđivare gubile moć, Kofukuđi je pretrpeo veliku štetu od strane Taira porodice tokom Genpei rata (1180. - 1185), zbog podržavanja rivalnog Minamoto klana. Rekonstrukcija je odmah započeta, ali su u srednjem veku ovaj hram više puta napale bande samuraja pljačkaša. 1595. godine Kofukuđi je izgubio svu sekularnu moć, a 1717. godine je u katastrofalnom požaru uništena većina centralnog kompleksa, ali obnova nije bila moguća zbog lošeg finansijskog stanja.
U Meiđi periodu (1868. - 1912), zbog naredbe da se odvoje šintoistički i budistički hramovi, Kofukuđi je odvojen od hrama Kasuga, što je dovelo do toga da Kofukuđi bude napušten. Nakon toga je konfiskovan od strane vlasti i uništene su mnoge zgrade i izgubljeni mnogi dragoceni predmeti. Obnove su započete 1881. godine i 2018. godine je obnovljena Centralna Zlatna dvorana.

## Bitne građevine
U Kofukuđi kompleksu se nalaze dve Zlatne dvorane, dve pagode, dve Osmougle dvorane, kao i dvorana nacionalnih blaga, Veliko Kupatilo, i mnoge druge dvorane, u kojima se nalaze predmeti istorijske i religijske bitnosti.

### Centralna Zlatna dvorana
Centralna Zlatna dvorana, sagrađena između 710. i 714. godine, je najbitnija građevina u kompleksu Kofukuđi. Pretrpela je sedam požara u svojoj istoriji, poslednji od kojih se desio 1717. godine. Nakon ovog požara, 1819. godine, izgrađena je privremena zgrada koja se koristila umesto dvorane. Zbog izuzetno lošeg stanja u kojem je bila ova zgrada, porušena je 2000. godine, a ikone koje su se nalazile u njoj su premeštene u "Privremenu Zlatnu dvoranu". Među ikonama su bile slika sedećeg istorijskog Bude Šakjamunija, kao i slike bodisatvi Jakuoa (sanskrit Bhaisajyaraja) i Jakuđoa (sanskrit Bhaisajyasamudgata), božanstava Kišotena (Laksmi) i Daikokutena (Mahakala) i Četiri Nebeska Kraljeva-Zaštitnika. Kada se završila konstrukcija nove Centralne Zlatne dvorane 2018. godine, ikone su vraćene u ovu zgradu.

### Istočna Zlatna dvorana
Kofukuđi kompleks je originalno imao tri Zlatne dvorane, Centralnu, Istočnu i Zapadnu, ali su danas sačuvane samo Centralna i Istočna. Dvorane su imena dobile po svojoj poziciji. Istočna dvorana se nalazi na istoku u odnosu na Centralnu dvoranu i nasuprot nekadašnjoj Zapadnoj dvorani. Istočna dvorana je prvi put sagrađena po naredbi cara Šomua 726. godine. Unutra su se nalazile tri statue Jakuši Njoraija (sanskrit Bhaisajyaguru, to jest, Buda "Majstor Medicine") i dve sluge bodisatve, a pod dvorane je bio popločan zelenim pločicama kako bi se prizvala Jakušijeva čista zemlja. U svojoj istoriji, Istočna Zlatna dvorana je pretrpela pet požara, poslednji od kojih je izbio 1411. godine. Današnja zgrada, sagrađena 1415, potiče iz Muromaći perioda (1336. - 1573), ali je sagrađena arhaičnim Nara stilom, koji se može videti u pokrivenoj verandi na prednjem delu zgrade, u kosom stilu krova (u suprotnosti sa tadašnjim nagnutim stilom krova) i u tri nivoa potpore koje služe kao oslonac za krov. U ovoj dvorani se nalaze sedeća statua Jakuši Njoraija od bakra (glavna ikona), stajaće statue bodistatvi Gako i Niko (sanskrit Candraprabha i Suryaprabha) takođe od bakra, sedeće statue Monđu Bosacua i Juima Kođija od drveta i stajaće statue Četiri Nebeska Kraljeva i Dvanaest Božanskih Generala od drveta.

### Dvorana nacionalnog blaga
Dvorana nacionalnog blaga u Kofukuđiju je sagrađena 1959. godine, kako bi se u nju mogli smestiti razni bitni predmeti poput slika, statua, ritualnih predmeta i istorijskih dokumenata, koji su se nalazili u zgradama koje više ne postoje. Na taj način su sačuvani bitni delovi istorije i u isto vreme budistička tradicija i umetnost bliže prikazana modernom čoveku. U stalnoj izložbi su lakirane skulpture Osam vrsti mitoloških bića (uključujući i čuvenu šestoruku Ašuru) i Deset Velikih Učenika, glava Jakuši Njoraija iz Hakuho perioda i Senđu Kanon (Avalokitesvara sa hiljadu ruku).

### Petospratna pagoda
Petospratna pagoda je prvi put sagrađena 730. godine. Kao i mnoge druge zgrade Kofukuđi kompleksa, pagoda je pretrpela više požara u svojoj istoriji. Današnja pagoda je izgrađena oko 1426. godine, u istom stilu kao i original, potpuno od drveta i bez korišćenja eksera. Nalazi se pored istočne Zlatne dvorane. Spolja je ofarbana crvena, a unutra nije farbana. Ovo je druga najviša drvena pagoda u Japanu, sa visinom od 50 metara. Čuvena je po svojim dubokim strehama i po mešanom stilu Nara perioda i srednjeg veka.
Prva pagoda iz Nara perioda je navodno bila visoka 45 metara, što ju je tada činilo najvišom građevinom u Japanu. Na svakom spratu su se nalazile minijaturne pagode od kristala kao i sveti tekstovi. U početku su u prizemlju bile četiri slike koje su prikazivale čiste zemlje Amide (sanskrit Amitaba), Mirokua (Maitreja), Jakušija i Šake (Šakjamuni). Međutim su ove slike zamenjene sa četiri Buda trijade, sa pratećim bodisatvama, raspoređene u četiri smera:
- Zapad: Seiši -  Amida - Kanon
- Sever: Daimjoso - Miroku - Honrin
- Istok: Gako - Jakuši - Niko
- Jug: Fugen - Šaka - Monđu

Ovaj raspored je poznat kao "Četiri Bude u četiri smera" i simbolizuje shvatanje vremena i prostora Mahajana budizma. Osovina sever-jug predstavlja vremenski tok, sa Šakom, Budom prošlosti, na jugu i Mirokuom, Budom budućnosti, na severu. Osovina istok-zapad predstavlja prostor, sa Amidom, Budom Zapadnog raja, i Jakušijem, Budom Istočnog raja. Ukrštanje ove dve osovine predstavlja sadašnje vreme, na ovom svetu. Na sredini, to jest na mestu gde se ukrštaju dve ose, se nalazi središnji stub koji stoji na kamenom temelju u kojem je zakopan sud sa ostacima Šakjamunija.

### Trospratna pagoda
Trospratna pagoda je prvi put sagradila žena cara Sutokua, Fuđivara no Kijoko, 1143. godine. Današnja pagoda je sagrađena 1181. godine, nakon uništenja celog Kofukuđi kompleksa. Visoka je 19 metara i poznata je kao odličan primer budističke arhitekture Heian perioda. U prizemlju se nalaze četiri drvena murala, na svakom od kojih je oslikan jedan od četiri Bude: Jakuši (ka istoku), Šaka (ka jugu), Amida (ka zapadu) i Miroku (ka severu). Stubovi i grede unutrašnjeg svetilišta, kao i plafon, unutrašnji zidovi i unutrašnje strane svih četiri vrata su obilato ukrašeni floralnim arabesknim šarama Budi, bodisatvi, dvorana i slika pokrovitelja. Uz to, slika osmoruke boginje Benzaiten (sanskrit Sarasvati) se nalazi na istočnoj strani centralnog stuba okružena slikama petnaestoro pratilaca. Na njenoj kruni leži umotana zmija sa licem starog čoveka iznad koje je šintoistička torii kapija. Ovo ukazuje da je slika mešavina Indijske budističke boginje Benzaiten i japanskog božanstva Ugađina.

## Literatura
- Zvanična strana Kofukuđi hrama
- Enciklopedija "Ancient History"

## Spoljašnje veze
- Kofukuđi hram u zvaničnom vodiču Nare
- Recenzija izložbe predmeta iz Kofukuđija u časopisu "Japan Times"